# Neopringlea viscosa
Neopringlea viscosa är en videväxtart som först beskrevs av Frederik Michael Liebmann, och fick sitt nu gällande namn av Joseph Nelson Rose. Neopringlea viscosa ingår i släktet Neopringlea och familjen videväxter. Inga underarter finns listade i Catalogue of Life.